# 天主教布班扎教區
天主教布班扎教區（拉丁語：Dioecesis Bubantina）是布隆迪一個羅馬天主教教區，屬布瓊布拉總教區。
教區於1980年6月7日成立，包括布班扎省和錫比托凱省；2006年時有教友397,098人（佔轄區總人口58.2%）、八個堂區和廿三名司鐸。現任教區主教為若望·恩塔瓜拉拉。